# Alexandre Paccalet
Alexandre Paccalet, né le 22 janvier 1994, est un coureur cycliste français.

## Biographie
En 2014, Alexandre Paccalet intègre la structure DN1 du Vulco-VC Vaulx-en-Velin. Au mois d'avril, il se classe troisième du classement général du Trophée cycliste de Lyon, une épreuve par étapes toutes catégories. Lors de Paris-Roubaix espoirs, il chute et se fracture du scaphoïde. De retour à la compétition, il prend la deuxième place du championnat de France de demi-fond sur piste, derrière Émilien Clère.
En 2016, il s'impose en solitaire sur la classique Bordeaux-Saintes, sa première victoire en catégorie élite nationale,. En mai, il se montre son avantage lors du Rhône-Alpes Isère Tour, en portant durant un temps le maillot de meilleur grimpeur. À l'automne, il termine 19e de Paris-Tours espoirs.
Sixième du Tour du Pays Lionnais et dixième de Châtillon-Dijon en 2017, il décide de mettre un terme à sa carrière en fin de saison.

## Palmarès sur route
- 2014
  - 3e du Trophée cycliste de Lyon
- 2016
  - Bordeaux-Saintes

## Palmarès sur piste

### Championnats de France
- 2012
  - 3e de la poursuite par équipes juniors
- 2014
  - 2e du demi-fond